# Masami Taniguchi
Masami Taniguchi (jap. 谷口雅美 Taniguchi Masami; ur. 17 września 1976 w Miyazaki, w Japonii) – japońska siatkarka grająca na pozycji przyjmującej. Obecnie występuje w drużynie JT Marvelous.

## Kariera
- Odakyu (1995–1999)
- Hitachi (1999–2001)
- JT Marvelous (2001-)